# قائمة المدافعين عن مذهب المنفعة
تشمل القائمة التالية أسهر المُدافعين عن مذهب الفعية و/أو العواقبية.

## المُتوفون

### قديمًا
- إبيقور
- لوكريتيوس
- موزي

### القرن الثامن عشر
- سيزاري بيكاريا[1]
- جيرمي بنثام[2]
- كلود أدريان هلفتيوس
- بارون دي هولباخ
- راسيس هتشينسون
- جيمس ميل
- ويليام بيلي
- جوزيف بريستلي

### القرن التاسع عشر
- جون أوستن[3]
- ألكسندر باين
- برنارد بولزانو[4]
- فرانسيس يسيدرو إيدجوورث[5]
- ويليام غودوين[6]
- جورج غروت
- جيمس ماكاي[7]
- هارييت تايلور ميل
- جون ستيوارت مل[8]
- دافيد ريكاردو
- هنري سيدويك[9]
- هربرت سبنسر
- جيمس فيتزجيمس ستيفن
- وليام طومسون

### القرن العشرون
- آرثر سيسل بيجو
- كارل بوبر
- لودفيج فون ميزس
- بيرتراند راسل[10]
- جيمس راشيلز
- جون سمارت[11]
- تيموثي سبريج [12]
- ر. م هير[13]
- جون هارساني[14]
- ريتشارد براندت [15]

## أحياء
- يعقوب أبل
- جوناثان بارون[16]
- تايلر كوين[17]
- جوليا درايفر
- جوناثان جلوفر
- دان جولدستك
- روبرت جودن
- جوشوا غرين
- اسبيرانزا غيسان[18]
- براد هوكر[19]
- شيلي كيغان
- لورنس كراوس[20]
- ريتشار لايارد[21]
- كاتارزينا دي لازاري راديك[22]
- لودفيج ليندستروم
- وليام ماكاسكيل
- جايسون غافريك ماثيني
- ديلان ماثيوز[23]
- يوو-كوانج نج[24]
- أليستير نوركروس[25]
- ميشال اونفري
- توبي اورد
- ديفيد بيرس[26]
- ستيفن بينكر[27]
- جاسي ريسي
- بارت شولتز[28]
- بيتر سنجر[29]
- ستيوارت راشيلز[30]
- سكوت سمنر[31]
- إل. دبليو سمنر[32]
- توربون تانسجو[33]
- روبرت رايت (صحفي)[34]